# Enno Penno
Enno Penno (Tallinn, 22 aprile 1930 – Stoccolma, 16 novembre 2016) è stato un politico e diplomatico estone.

## Biografia
È stato un Primo ministro (facente funzione) del Governo in esilio dell'Estonia a Oslo, dal 1º marzo 1990 al 15 settembre 1992.

### Vita personale
È figlio di Rudolf Penno, politico dell'Estonia, fra le due guerre, che prese parte alla resistenza baltica, i Fratelli della Foresta